# Гагарин, Гавриил Петрович
Князь Гавриил Петрович Гагарин (9 [20] января 1745 — 19 [31] января 1808, село Богословское Дмитровского уезда Московской губернии) — русский писатель

, сенатор и министр из рода Гагариных. Действительный тайный советник (1800), при Павле I — член Императорского совета, при Александре I — министр коммерции. Один из видных деятелей масонства в России.

## Биография
Родился 9 (20) января 1745 года в семье князя Петра Ивановича Гагарина и Анны Михайловны (1715—1782), дочери киевского генерал-губернатора М. И. Леонтьева. Памятуя о своём родстве с Леонтьевыми, императрица Елизавета Петровна с юности опекала Гавриила.
В 1771—1772 годах он под фамилией Пензин со своим родственником А. Б. Куракиным и Н. П. Шереметевым совершил гран-тур по Европе (Лейден, Антверпен, Брюссель, Кале, Лондон, Париж) с целью дополнить своё образование. В январе 1773 года вернулся в Россию; полгода жил в Санкт-Петербурге, с июля 1773 года в качестве волонтера принимал участие в русско-турецкой войне. По представлению П. А. Румянцева произведён в премьер-майоры. В 1774 году он был пожалован в камер-юнкеры.
Успешно продвигался по служебной лестнице: 26 ноября 1781 года был назначен обер-прокурором 6-го департамента Сената в Mоскве; в 1783 году пожалован в камергеры; 2 сентября 1793 с производством в тайные советники был назначен сенатором. Вёл весьма широкий образ жизни; для умножения доходов занимался небезупречными финансовыми операциями. По мнению Ф. В. Ростопчина, «этот князь Гагарин был человеком деловым, но развратным кутилой, опутанным долгами и потерявшим всякую репутацию»
Сблизился в великим князем Павлом Петровичем благодаря своим дальним родственникам братьям Паниным и А. Б. Куракину. Был посредником в их переписке. С восшествием на престол Павла I положение Гагарина ещё более упрочилось, в частности благодаря дружбе с П. В. Лопухиным, отцом фаворитки Павла, Гагарин стал членом императорского совета. 5 апреля 1797 года был награждён орденом Святого Александра Невского и из казны были заплачены все его долги, в сумме 300 тысяч рублей. 2 января 1799 года получил орден Св. Иоанна Иерусалимского. С 1799 года Гагарин был главным директором Государственного заемного банка, затем до конца 1801 — президентом Коммерц-коллегии. С 1800 года — действительный тайный советник.
С приходом 12(24) марта 1801 года к власти императора Александра I сохранил своё высокое положение при дворе. При нём Гагарин принял участие в работе Комиссии законов. Занимался вопросами заселения южной Сибири, шелковичного дела в России (совместно с П. X. Обольяниновым 22 февраля 1800 года им была составлена «Записка о распространении и усовершении шелковичного производства в полуденных губерниях Российской империи»), тарифом Кяхтинской таможни и др. При участии Гагарина 1 марта 1801 года был заключен торговый договор со Швецией. Входил в состав Непременного совета, состоявшего из 12 членов. Владел винокуренными заводами и занимался поставкой вина в казну.
Последние годы жизни он провёл в своём имении Богословское в Дмитровском уезде Московской губернии, где умер 19 (31) января 1808 года (на надгробном камне указан 1807 год) и был похоронен в местной церкви.

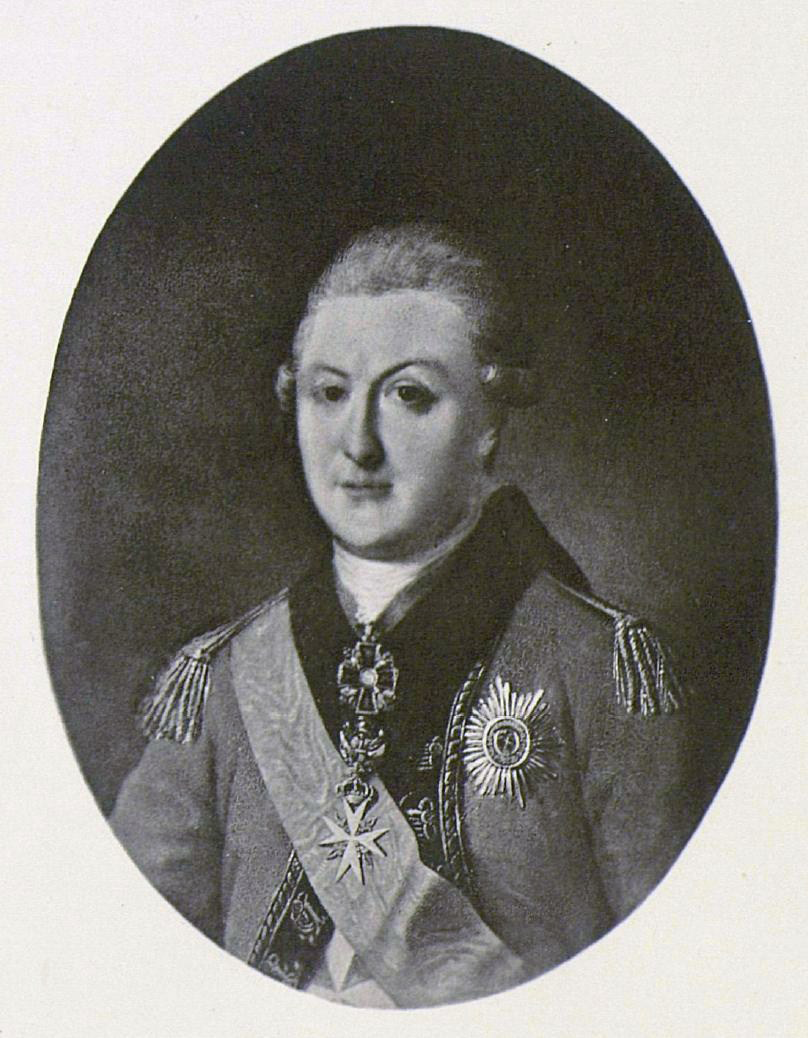
Портрет начала XIX в.

## Масонство
Князь Гагарин был активным и видным масоном. В 1775—1777 годах был досточтимым мастером в ложе «Равенство». С 1779 года, после поездки в Швецию, стал великим префектом капитула «Феникс» в Санкт-Петербурге. Переехав в Москву, в ноябре 1781 года, открыл там провинциальную ложу; позднее возглавил ложу «Сфинкс». С 1782 года также входил в состав масонской филантропической организации «Дружеское учёное общество».
В начале XIX века он возобновил активную масонскую деятельность в ложе «Умирающий сфинкс», где выступал с речами.

## Награды
- Орден Святой Анны (5 октября 1786)
- Орден Святого Владимира 2-й степени (19 декабря 1786)
- Орден Святого Александра Невского (5 апреля 1797)[8]
- Орден Святого апостола Андрея Первозванного (4 марта 1800)[9]
- Орден Святого Иоанна Иерусалимского большой крест (7 марта 1800)[10]

## Семья

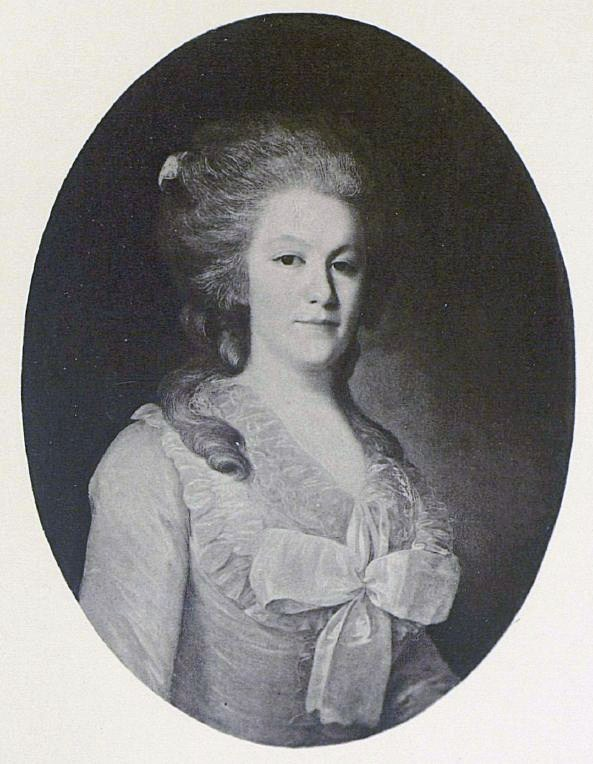
Прасковья Фёдоровна на портрете кисти Ф. С. Рокотова

В 1775 году вступил в брак с Прасковьей Фёдоровной Воейковой (25.10.1757 — 11.07.1801), дочерью киевского генерал-губернатора генерал-аншефа Фёдора Матвеевича Воейкова и вдовы Анны Ивановны Жеребцовой. В браке родились сын и пять дочерей. Княгиня Прасковья Фёдоровна умерла на 44-м году в Серпухове; похоронена была в Москве, под Покровской церковью в Новоспасском монастыре.
- Павел (1777—1850) — генерал-майор, директор инспекторского департамента. Женат первым браком на А. П. Лопухиной.
- Мария (1778—1835) — супруга с 25 января 1801 года[11] бригадира Александра Никитича Висленева.
- Елена (1780—1842) — не замужем.
- Варвара (1781—1808) — в 1802 году сбежала из дома с помещиком Александром Григорьевичем Сигуновым. Гагарин дочь простил и позволил ей выйти за него замуж.
- Анна (инокиня Иоанна) (1782—1856) — с 1803 года супруга Павла Васильевича Головина (1770—1836). В его подмосковном имении Деденево (Новоспасское) основала женское общежитие, на основе которого в 1861 году возник Спасо-Влахернский женский монастырь.
- Екатерина (1783—1861) — супруга Никиты Сергеевича Долгорукого (1768—1842).

Дети
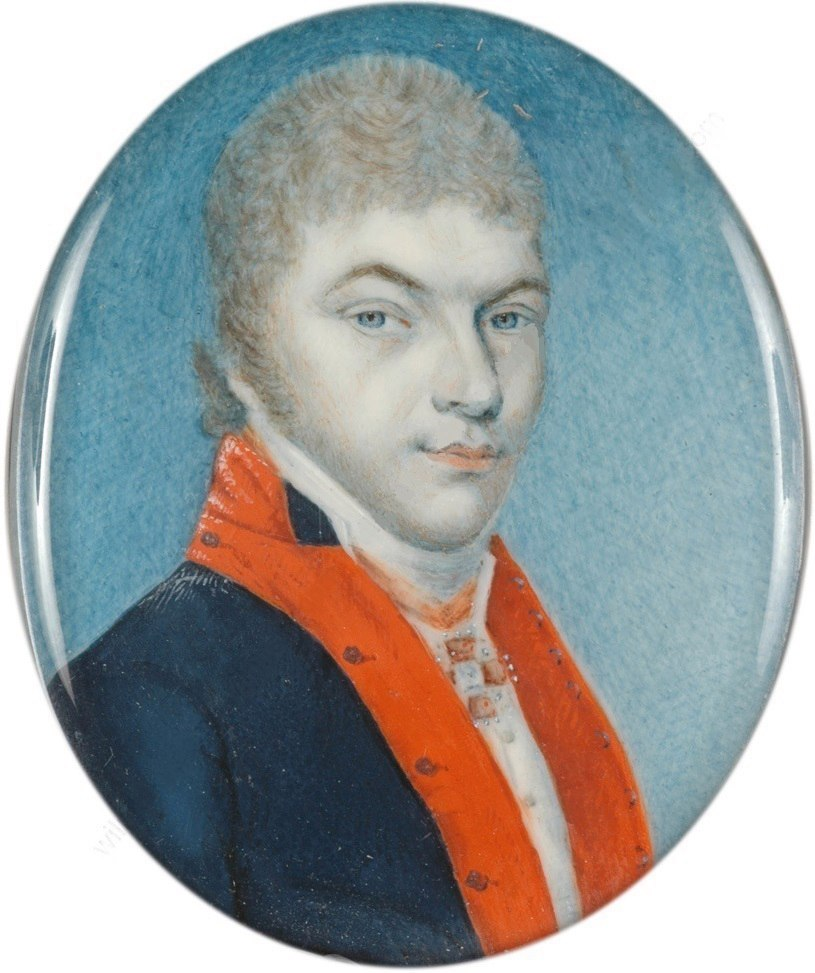
Павел Гаврилович
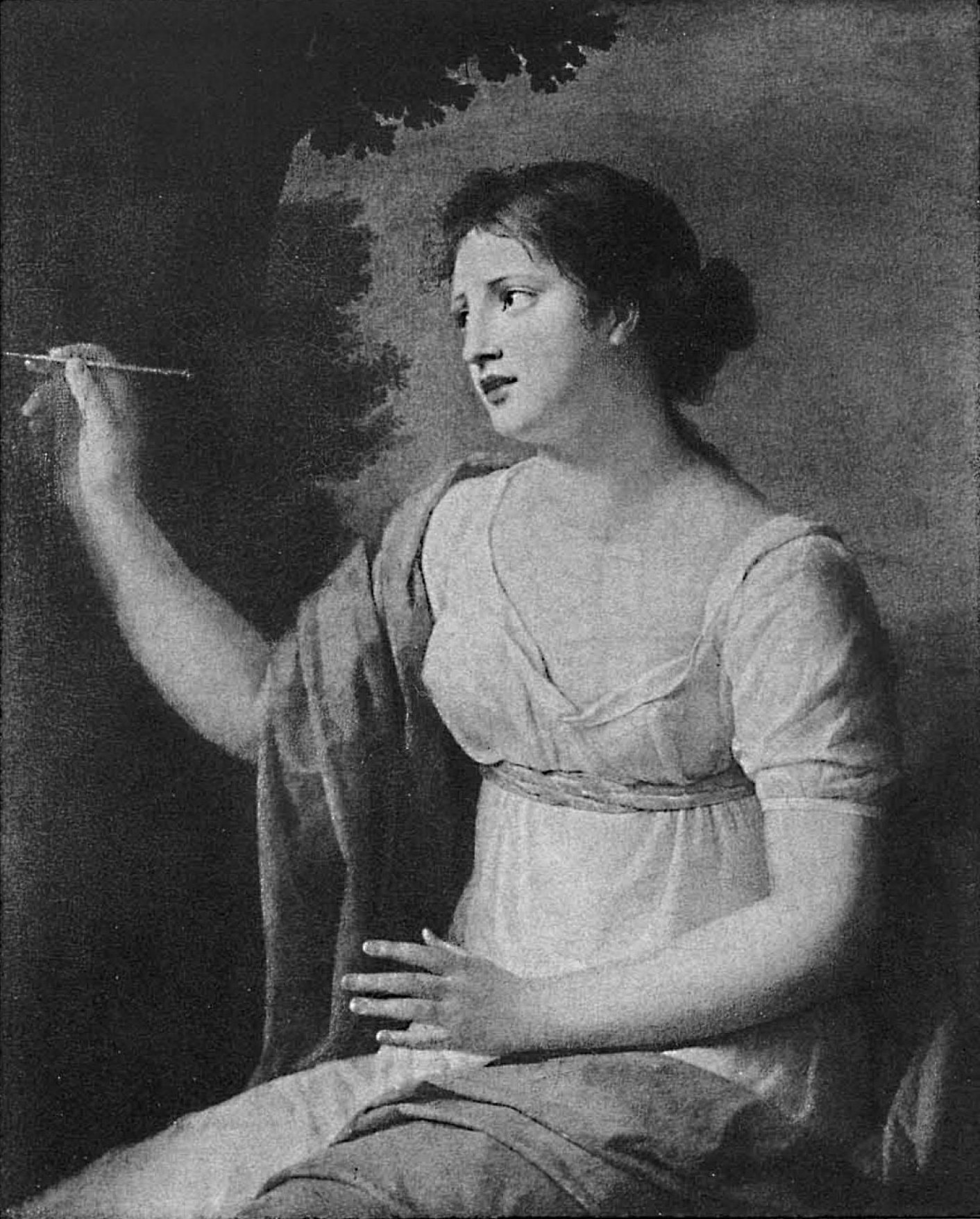
Мария на портрете А. Молинари
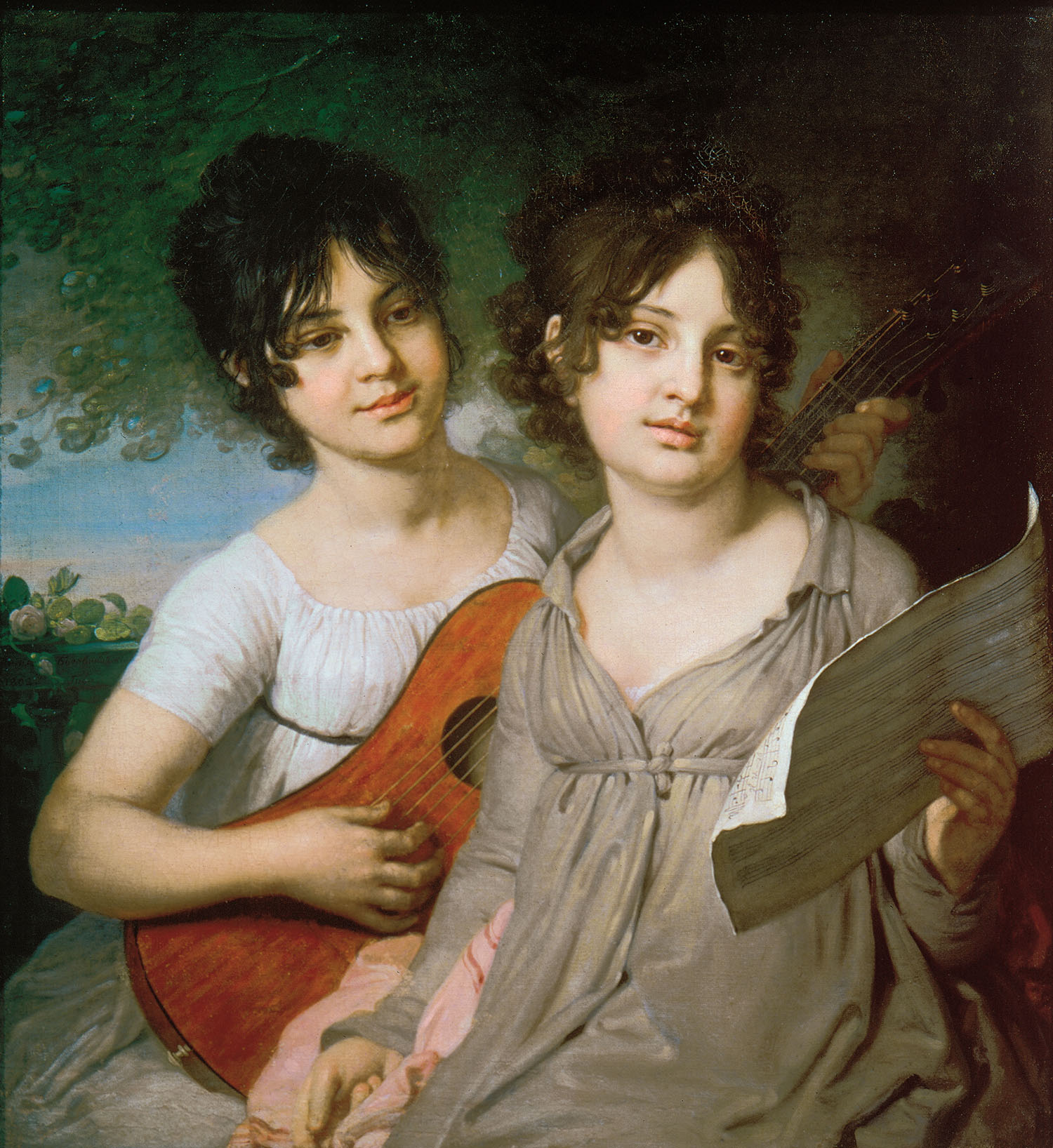
Анна и Варвара на портрете В. Л. Боровиковского
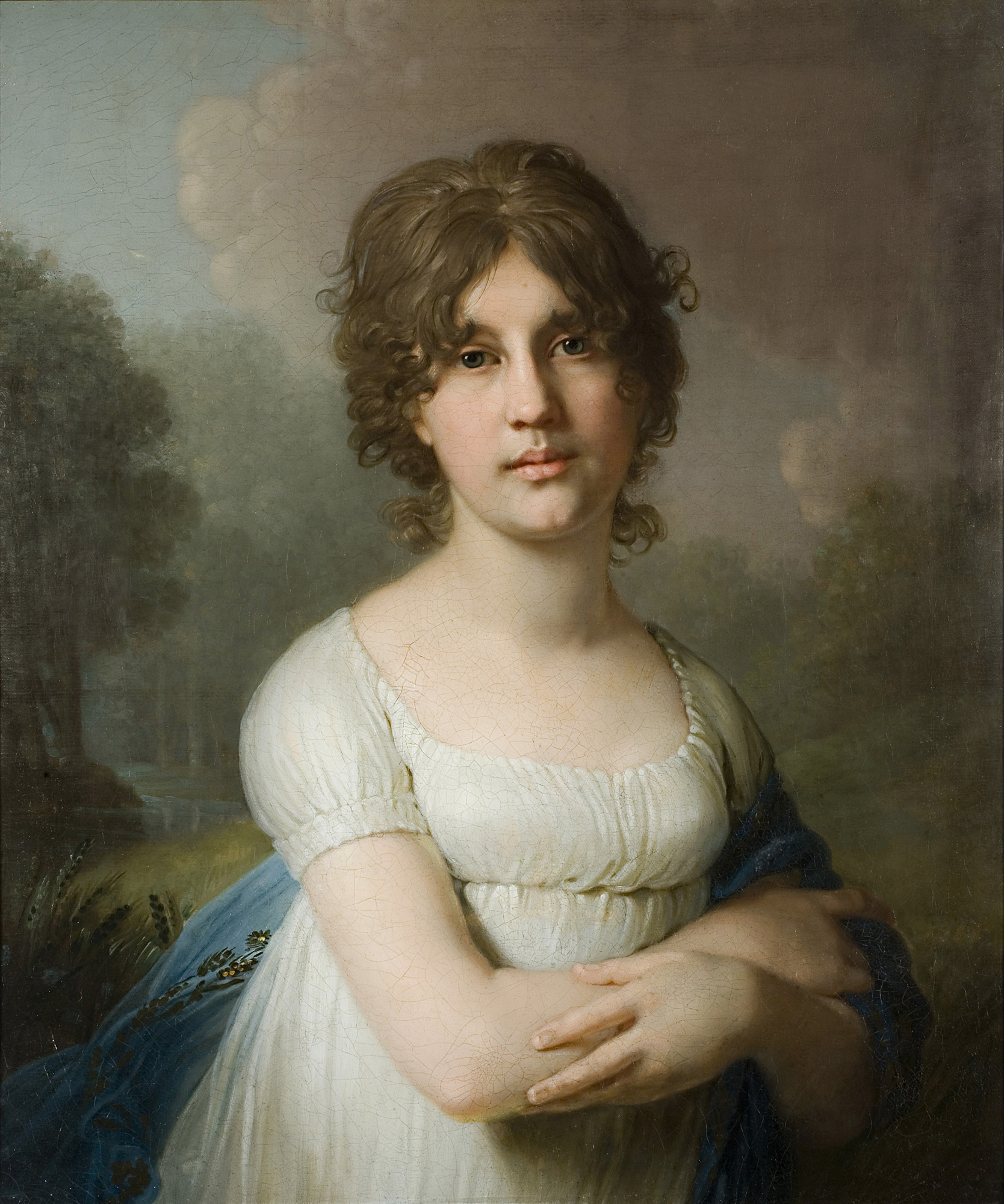
Екатерина на портрете В. Л. Боровиковского

## Сочинения
Увлекался литературной деятельностью, был близок и в переписке с известным митрополитом Московским Платоном, который очень ценил его благочестие и одобрял его литературные труды. Архиепископ Феофилакт (Лопатинский) посвятил Гагарину своё сочинение, написанное ещё в 1787 году «Зерцало горячайшего ко Господу Богу духа». Гагарин часто встречался с дальним родственником жены, игуменом Корнилиева монастыря, Ювеналием (Воейковым).
В 1798 году в Синодальной типографии были напечатаны его книги богословско-философского содержания:
- «Акафист апостолу и евангелисту Иоанну» (Москва, 1798)
- «Акафист с службою и житием святому Димитрию Ростовскому» (Москва, 1798)
- «Служба преподобному Феодосию Тотемскому с житием и чудесами» (Москва, 1798 и 1806)

В. А. Плавильщиков в «Росписи российским книгам» (СПб, 1820) указал Г. П. Гагарина автором «Эротических стихов», изданных его сыном Павлом в 1811 году. В 1813 году появились его автобиографические записки: «Забавы уединения моего в селе Богословском» (СПб., 1813).